# 日置秀馬
日置 秀馬（ひき しゅうま、1984年11月9日 - ）は、日本の男性声優。2009年3月まで青二プロダクション（ジュニア）に所属していた。青二塾東京校26期生。神奈川県出身。

## 出演作品

### テレビアニメ
2007年
- 金色のコルダ〜primo passo〜（生徒）
- 魔人探偵脳噛ネウロ（スタッフ）
- モノノ怪 「鵺」（亡者）

2008年
- ワールド・デストラクション 〜世界撲滅の六人〜（酔っ払い）

2014年
- ハマトラ（犯人、生徒、警官、少年、イケメン 他） - 2シリーズ

2015年
- ヤング ブラック・ジャック（学生、マリオ、係員）

2016年
- ダンガンロンパ3 -The End of 希望ヶ峰学園-（クラスメート、生徒、教師、警備員、予備学科生 他） - 2シリーズ + 特別編

### ゲーム
- アラド戦記
- 三國志Online（若者タイプ）
- 戦場のヴァルキュリア
- テイルズ オブ ザ ワールド レディアント マイソロジー2（ヒーローズボイス）
- ポイズンピンク（シュテイン）
- hololive ERROR（記者、男性の霊）

### ドラマCD
- ときめきメモリアル Girl's Side 2nd Kiss
- ブレスレス・ハンター（小野寺薫）

### ラジオ
- 明・めぐみのドリーム・ドリーム・パーティ（チャレンジャー6期(D.F.A 1期)）
- プラス+プラス

### シリーズ一覧
1. ↑  第1期『ハマトラ』、第2期『Re:␣ ハマトラ』
2. ↑  『未来編』、『絶望編』、『希望編』